# اضطراب غلكزة خلقي
اضطراب الغلكزة الخلقي أو اضطراب الارتباط بالغليكوزيل الخلقي، والمعروف سابقًا باسم متلازمة البروتين السكري المفتقر للكربوهيدرات، وهو أحد العيوب الخلقية الأيضية النادرة، وفيه تكون عملية الغلكزة لمجموعة متنوعة من البروتينات و/ أو اللبيدات النسيجية ناقصة أو معيبة. تسمى اضطرابات الغلكزة الخلقية أحيانًا بمتلازمات CDG اختصارًا. يسبب هذا الاضطراب عادةً خلل خطير، ومميت في بعض الأحيان، في عمل العديد من الأعضاء المختلفة (وخاصةً الجهاز العصبي والعضلات والأمعاء) لدى الأطفال المصابين. يعتبر عوز الفوسفومانوموتاز 2 النوع الفرعي الأشيع لاضطرابات الغلكزة (ويعرف رسميًا باسم اضطراب الغلكزة الخلقي 1-أ)، إذ يؤدي الخلل الوراثي في هذا الاضطراب إلى فقدان إنزيم الفسفومانوموتاز 2، وهو الإنزيم المسؤول عن تحويل المانوز 6- فوسفات إلى المانوز -1 فوسفات.

## تجلي المرض
تختلف المشاكل الناتجة بحسب عيب التخليق الذي يعاني منه المريض. تتضمن الأعراض الشائعة: الرنح والنوبات الصرعية واعتلال الشبكية ومرض الكبد والاعتلال الخثري وفشل النمو وتشوهات بنيوية (كالحلمات المقلوبة والوسادات الدهنية تحت الجلد مثلًا) وانصباب التامور ونقص التوتر العضلي. يعتبر نقص التنسج المخيخي من الموجودات الشائعة عند تصوير دماغ بالرنين المغناطيسي.
تشمل التشوهات العينية لعوز الفوسفومانوموتاز 2: قصر النظر والحول الإنسي الطفلي وتأخر النضج البصري واعتلال الأعصاب المحيطية والحول والرأرأة وشحوب القرص البصري وقصور وظيفة الخلايا العصوية في تخطيط كهربية الشبكية. يسبب عوز الفوسفومانوموتاز 2 وعوز إيزوميراز فوسفات المانوز واضطراب الغلكزة الخلقي النمط 1-ج فرط الأنسولينية الخلقي ونقص السكر بفرط أنسولين الدم لدى الأطفال.

## العلاج
لا يوجد علاج متاح لمعظم هذه الاضطرابات. تخفف مكملات المانوز من الأعراض في عوز إيزوميراز فوسفات المانوز في معظم الحالات، ومع ذلك، سيستمر التليف الكبدي بالتطور. تفيد مكملات الفوكوز بشكل جزئي بعض مرضى اضطراب الغلكزة الخلقي النمط 2-ج (أو متلازمة رامبام هشارون).

## نبذة تاريخية
وصفت أولى حالات اضطراب الغلكزة الخلقي (أختان توأمان) في عام 1980 ضمن دراسة لجايكين وآخرين. تضمنت السمات الرئيسية للاضطراب حينها ما يلي: التخلف النفسي الحركي وضمور الدماغ والمخيخ واضطراب مستويات بعض الهرمونات (كالبرولاكتين والهرمون المنبه للجريب وهرمون النمو). ظل العيب الأساسي مجهول في الأعوام الخمسة عشر التالية، ولكن سميت المتلازمة الجديدة بمتلازمة البروتين السكري المفتقر إلى الكربوهيدرات بسبب انخفاض غلكزة بروتين الترانسفرين البلازمي في العينات المأخوذة من المرضى (عند استخدام تقنية البأر متساوي التكهرب مثلًا). تضمن النمط الظاهري الكلاسيكي لهذه المتلازمة الجديدة: التخلف النفسي الحركي والرنح والحول والتشوهات البنيوية (كالوسادات الدهنية والحلمات المقلوبة مثلًا) والاعتلال التخثري.
وفي 1994، وصف نمط ظاهري جديد سمي بمتلازمة البروتين السكري المفتقر إلى الكربوهيدرات II. وفي 1995، أثبت فان شافتنغن وجايكين أن متلازمة البروتين السكري المفتقر إلى الكربوهيدرات I (الآن عوز الفوسفومانوموتاز 2) ناجمة عن نقص إنزيم الفسفومانوموتاز. يعمل هذا الإنزيم على التحويل البيني للمانوز 6- فوسفات والمانوز 1-الفوسفات، ويؤدي نقصه إلى نقص مانوز الغوانوزين ثنائي الفوسفات والدوليكول –مانوز، وهما مانحان مطلوبان لتخليق سلائف السكريات قليلة التعدد المرتبطة باللبيدات لعملية الغلكزة المرتبطة بالنيتروجين.
في 1998، وصف نيهويز متلازمة بروتين سكري مفتقر للكربوهيدرات جديدة، وهي عوز إيزوميراز فوسفات المانوز التي تسببها طفرات في إنزيم إيزوميراز فوسفات المانوز، وهو إنزيم أيضي سابق للفوسفومانوموتاز 2. وصفت كذلك مكملات المانوز باعتبارها علاجًا وظيفيًا لهذه المتلازمة.
ازداد توصيف العيوب الجديدة، وسجلت العديد من العيوب الجديدة ضمن النمط الأول والثاني.
في 2012، وصفت نيد حالة لعوز NGLY1، وهو أول اضطراب إزالة غلكزة خلقي موصوف. وفي 2014، وجد الباحثون بعض أوجه التشابه بين عوز NGLY1 واضطرابات الغلكزة الخلقية التقليدية في دراسة أجريت على مرضى يعانون من عوز NGLY1.